# Bernhard de Vries
Bernhard Victor (Bernhard) de Vries (ook Bernard de Vries) (Marken, 1941) is een Nederlands politicus en acteur. Hij was in 1966-1967 lid van de Amsterdamse gemeenteraad namens Provo. In 1967 verliet hij Nederland voor een filmcarrière in Italië.
overleden op 22 april 2017

## Achtergrond
De Vries werd geboren in een protestants gezin, en groeide op in de Vogelwijk in Den Haag. Hij studeerde vanaf 1962 Nederlandse taal- en letterkunde aan de Universiteit van Amsterdam. De Vries was tegen het huwelijk van prinses Beatrix met Claus von Amsberg en kwam zo in contact met Provo. Toen Provo besloot aan de Amsterdamse gemeenteraadsverkiezingen mee te doen werd De Vries lijsttrekker, om te voorkomen dat Roel van Duijn de officieel erkende Leider zou worden.
Nadat Provo-leider Hans Tuynman was veroordeeld tot drie maanden gevangenisstraf wegens het verspreiden van opruiende geschriften en het verstoren van de openbare orde, probeerden acht provo's, onder wie De Vries, hem op 24 mei 1966 uit het Huis van Bewaring aan de Amstelveenseweg te bevrijden. De Vries werd als enige gearresteerd omdat hij ondanks drie sommaties door de politie weigerde het gevangenisterrein te verlaten. Hij werd de volgende dag weer vrijgelaten.
Bij de gemeenteraadsverkiezingen in Amsterdam op 1 juni 1966 haalde Provo een zetel. De volgende dag had De Vries een gesprek met minister-president Jo Cals. Die had hem dat toegezegd nadat De Vries hem tijdens een verkiezingsbijeenkomst van de KVP op 21 maart herhaaldelijk had geïnterrumpeerd. De Vries, die Cals een exemplaar van het negende nummer van het tijdschrift Provo gaf, was na afloop weinig enthousiast over het gesprek.
Eind juni reisde De Vries met Irène van de Weetering naar Londen, waar zij twee fietsen wit schilderden op Trafalgar Square, en premier Wilson een brief aanboden.
Tijdens provo-acties op Prinsjesdag in Den Haag werd De Vries gearresteerd, nadat hij een politie-inspecteur zou hebben geslagen. Onderweg naar het politiebureau zou hij een klap met een gummiknuppel hebben gekregen. De Vries diende als enige provo officieel een klacht in.

## Gemeenteraad
De Vries legde op 6 september 1966 de eed af in de gemeenteraad, maar voerde slechts zelden het woord. Hoewel de provo's onderling hadden afgesproken dat ieder een jaar zitting zou nemen in de gemeenteraad, meldde De Vries al in februari 1967 dat hij wilde stoppen met zijn raadswerk. Hij kon er niet mee doorgaan omdat hij met zijn vrouw in een tweekamerwoning zonder telefoon woonde, en hij zijn correspondentie moest afhandelen in een kamertje van twee bij vier meter.
Nadat Irène van de Weetering, die als tweede op de Provo-lijst stond, om persoonlijke redenen een raadslidmaatschap had afgewezen werd De Vries per 10 maart 1967 opgevolgd door de nummer drie van de lijst, Luud Schimmelpennink. Tijdens zijn laatste raadsvergadering, op 7 maart, schiep De Vries enige verwarring over het wittefietsenplan van Provo. Eerst kondigde hij aan dat zijn opvolger dit plan zou indienen. Vervolgens diende De Vries het plan toch zelf in, maar trok het nog tijdens de vergadering weer terug.
De Vries verhuisde naar Italië en had daar een filmcarrière als acteur. Daarna werd hij docent.

## Filmografie
- Il sesso degli angeli (1968) - Marco
- Le 10 meraviglie dell'amore (1969) - Zeno
- Fräulein Doktor (1969) - Lt. Wilhelm von Oberdorff
- La ragazza dalle mani di corallo (1971) - Tano
- Erika (1971) - Luca Laurana

## Trivia
- Tijdens zijn Provo-periode ging De Vries immer gekleed in een hagelwit spijkerpak.
- Hij was van mening dat het Amsterdamse stadhuis weer gevestigd moest worden in het Paleis op de Dam.[15]